# Oleg Alexandrowitsch Marussin

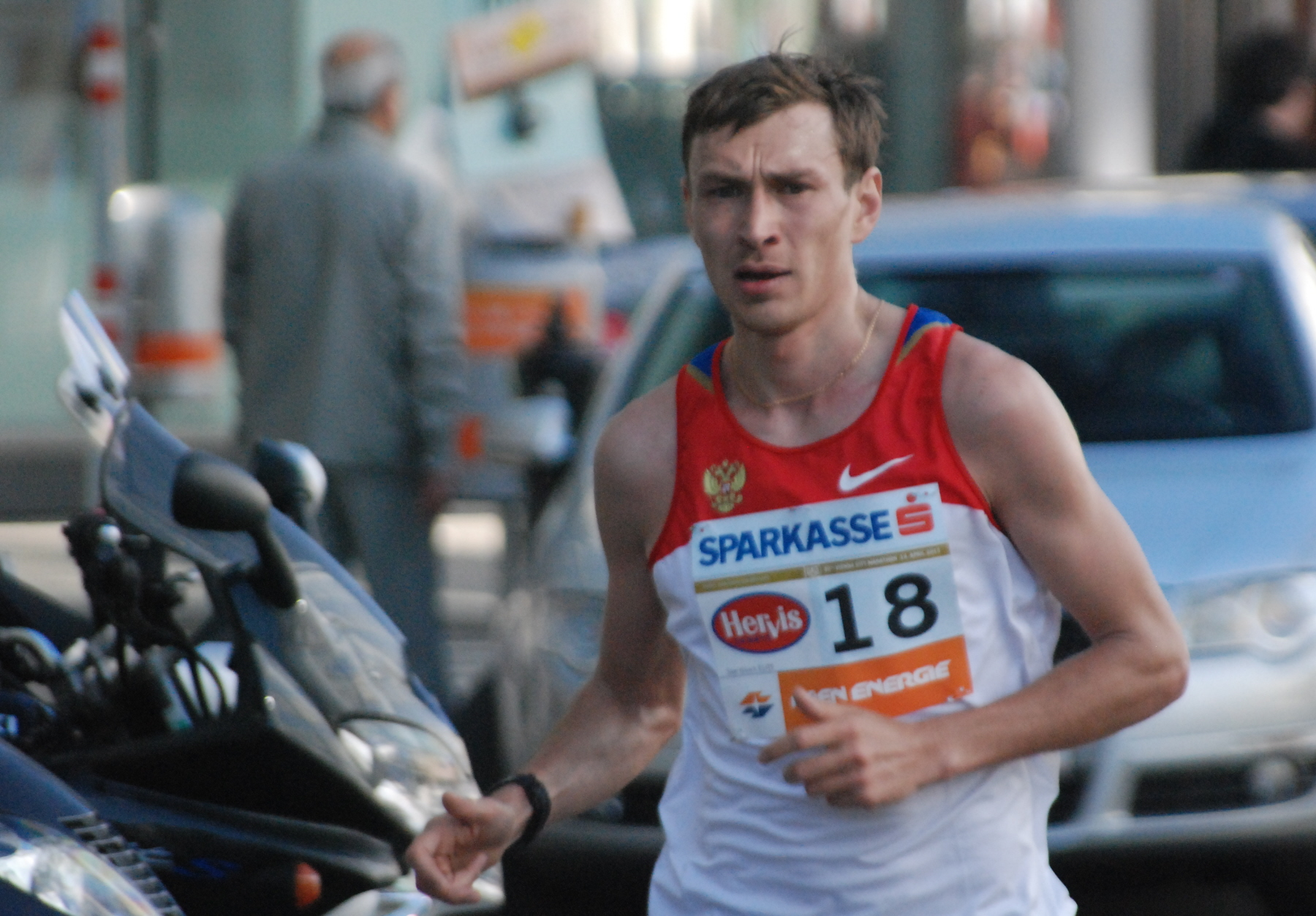
Oleg Marussin beim Vienna City Marathon 2013

Oleg Alexandrowitsch Marussin (russisch Олег Александрович Марусин, engl. Transkription Oleg Marusin; * 12. April 1981) ist ein russischer Marathonläufer.
2007 wurde er russischer Vizemeister. 2009 wurde er Zweiter beim Siberian International Marathon. Im Jahr darauf folgte einem dritten Platz bei den russischen Marathonmeisterschaften ein Sieg beim Siberian International Marathon. 2011 siegte er beim Pjöngjang-Marathon mit seiner persönlichen Bestzeit von 2:13:58 h und wurde erneut Zweiter beim Siberian International Marathon.